# Ixodidae
Gli Ixodidae, comunemente noti come "zecche dure", sono una famiglia di aracnidi caratterizzati dalla presenza di uno scudo dorsale chitinoso in tutti gli stadi di sviluppo.
Lo scudo copre tutto il dorso nel maschio, mentre nella femmina è presente solo anteriormente. La parte posteriore del corpo della femmina è costituita da tessuto elastico che consente l'ingestione di grosse quantità di sangue. Gli occhi sono assenti nei generi Ixodes e Haemaphysalis, presenti negli altri.
Il ciclo biologico degli Ixodidae consta di quattro stadi: uovo, larva, ninfa, adulto. Per passare da uno stadio all'altro la zecca necessita di un pasto di sangue, che può compiere su uno stesso ospite (parassiti monoxeni) o, più frequentemente, su due o più ospiti (dixeni e eteroxeni), essendo generalmente il primo ospite (per larva e ninfa) roditore, uccello o rettile ed il secondo ospite (per la zecca adulta) un mammifero, soprattutto bovini ed equini. Il ciclo vitale si compie mediamente in un anno (talvolta si hanno due generazioni in un anno).

## Principali specie italiane
- Ixodes ricinus
- Ixodes hexagonus
- Boophilus calcaratus
- Hyalomma marginatum
- Rhipicephalus sanguineus
- Rhipicephalus bursa
- Rhipicephalus turanicus
- Dermacentor marginatus
- Haemaphysalis punctata
- Haemaphysalis sulcata
- Haemaphysalis otophila